# Alan Forrest
Alan Forrest (ur. 9 września 1996 w Prestwick) – szkocki piłkarz występujący na pozycji pomocnika w szkockim klubie Heart of Midlothian. Młodszy brat Jamesa Forresta grającego dla Celtic F.C.